# Maxam
Maxam ist einer der größten Sprengstoffhersteller weltweit mit Sitz in Madrid. In Deutschland gehören die Werke der ehemaligen WASAG sowie das Sprengstoffwerk Gnaschwitz, Sachsen, zu Maxam.

## Geschichte
Das Unternehmen geht auf die von Alfred Nobel gegründete Sociedad Española de la Pólvora Dinamita zurück, die 1896 ihren Namen in Unión Española de Explosivos (UEE) ändert. 1970 fusioniert UEE mit Rio Tinto, die Unión Explosivos Río Tinto (ERT) entsteht. Die ERT wird 1994 privatisiert und benennt sich 2006 in Maxam um.
1946 gründete UEE das Unternehmen Explosivos Alaveses (Expal) für Militärsprengstoffe. Im November 2022 kaufte Rheinmetall den Wettbewerber Expal für 1,2 Milliarden Euro. Mit dem Verkauf möchte sich Maxam auf das zivile Sprengstoffgeschäft, etwa im Bergbau, konzentrieren.
Das Unternehmen ist zu 45 % im Besitz von Advent International und zu 55 % im Besitz des Managements.